# La Nigérienne
"La Nigérienne" (tiếng Việt: Bài ca Niger) là quốc ca của Cộng hoà Niger. Lời bài hát được sáng tác bởi Maurice Albert Thiriet. Hai người sáng tác nhạc cho bài hát là Robert Jacquet và Nicolas Abel François Frionnet.

## Lịch sử
Bài hát được viết bởi nhà soạn nhạc người Pháp Maurice Albert Thiriet. Bản nhạc được sáng tác bởi hai người Pháp khác, Robert Jacquet và Nicolas Abel François Frionnet. Nó được thông qua vào năm 1961, một năm sau khi Niger giành được độc lập từ Pháp.
Vào ngày 21 tháng 11 năm 2019, Tổng thống Niger - Mahamadou Issoufou thông báo rằng ông đã quyết định thay đổi lời quốc ca. Quyết định này kéo theo những lời chỉ trích rằng lời bài hát mới này dường như bày tỏ lòng biết ơn đối với thuộc địa trước đây. Một ủy ban do Thủ tướng Brigi Rafini chủ trì "có trách nhiệm phản ánh về bản quốc ca hiện tại bằng cách sửa chữa" và "nếu có thể, hãy tìm một bản quốc ca mới đáp ứng bối cảnh hiện tại của Niger". Được thành lập vào năm 2018, nó bao gồm một số thành viên của Chính phủ và khoảng mười lăm "chuyên gia có kinh nghiệm trong lĩnh vực viết lách và sáng tác âm nhạc". Đối với Assamana Malam Issa, Bộ trưởng Bộ Văn hóa Phục hưng cho rằng: "Chúng ta phải tìm ra một bài ca có thể kích động dân chúng, hãy trở thành một lời kêu gọi chiến đấu chạm đến lòng yêu nước của chúng ta".

## Lời bài hát
Bài hát được viết bằng tiếng Pháp và có thêm lời tiếng Hausa (không rõ danh tính người sáng tác nhạc và lời).
| Lời tiếng Pháp (La Nigérienne) | Lời tiếng Hausa (Taken Ƙasar Nijar) | Dịch sang tiếng Việt |
| --- | --- | --- |
| Auprès du grand Niger puissant Qui rend la nature plus belle, Soyons fiers et reconnaissants De notre liberté nouvelle! Évitons les vaines querelles Afin d'épargner notre sang, Et que les glorieux accents De notre race soit sans tutelle! S'élèvent dans un même élan Jusqu'à ce ciel éblouissant, Où veille son âme éternelle Qui fera le pays plus grand! Refrain: Debout! Niger! Debout! Que notre œuvre féconde Rajeunisse le cœur de ce vieux continent! Et que ce chant s'entende Aux quatre coins du monde Comme le cri d'un peuple équitable et vaillant! Debout! Niger! Debout! Sur le sol et sur l'onde, Au son des tam-tams Dans leur rythme grandissant, Restons unis toujours, Et que chacun réponde À ce noble avenir Qui nous dit: En avant! | A duk faɗin ƙasa Nijar mai ƙididdiga Wanda ya sanya yanayi da kyau, Bari mu kasance masu girman kai da godiya Don sabon 'yancinmu! Mu guji yawan jayayya Domin mu tsare kanmu daga zubar da jini, Kuma da daukaka muryoyin Raceabilarmu ta 'yanci daga mamayar! saba mawa shakka: Mu tashi a tsalle guda Ya yi tsayi kamar sama, Inda ya tsare har abada rai Wanene zai sa yanayin ta girma! Waƙoƙi: Tashi! Nijar! Tashi! Ka sanya masu amfani da mu Ka sake zuciyarka wannan tsohuwar nahiya! Bari kuma a ji wa hukunci A cikin sasannoni huɗu na duniya Kamar kukan mai adalci da jaruntaka! Tashi! Nijar! Tashi! A kan ƙasa, da a kan raƙuman ruwa, Zuwa cikin sautin wakoki A cikin girma wa mutum aiki Bari mu kasance masu gaskatawa kai tsaye, Kuma kowa ya amsa Zuwa wannan matakin makoma Wanne ya gaya mana: Ku ci gaba! | Trải dài khắp xứ Niger vĩ đại, hùng cường Điều làm cho thiên nhiên tưoi đẹp hơn, Chúng ta hãy cùng tự hào và biết ơn Về nền tự do mới của chúng ta! Đừng xông pha vào những xung đột vô nghĩa Làm chúng ta hy sinh xương máu, Và hy sinh cả những giọng nói hào hùng của chúng ta Trên con đường giải phóng khỏi ách thống trị! Hãy cùng tiến lên bằng một bước vươn xa, Vươn cao như bầu trời rực rỡ kia Nơi chúng ta có thể bảo vệ tâm hồn vững vàng Để làm cho đất nước hùng mạnh hơn! Điệp khúc: Tiến lên! Niger! Tiến lên! Mong sao những quả ngọt của sự lao động Làm cho trái tim châu lục già cỗi này trẻ lại! Và mong sao bài hát này được nghe Khắp bốn phương thế giới Như tiếng thét của những con người tốt bụng và dũng cảm! Tiến lên! Niger! Tiến lên! Trên đất liền, trên biển, Âm thanh của những chiếc trống Trong nhịp điệu xúc tiến, Rằng hãy cùng đoàn kết dài lâu, Và mỗi người hãy đáp lại Lời kêu gọi của tương lai xán lạn: Hãy tiến lên! |